# Mark-Grigorjewitsch-Krein-Preis
Der Mark-Grigorjewitsch-Krein-Preis (ukrainisch Премія НАН України імені Марка Григоровича Крейна) in Mathematik ist ein Preis der Nationalen Akademie der Wissenschaften der Ukraine für herausragende wissenschaftliche Arbeiten auf den Gebieten der Funktionalanalysis und Funktionentheorie. Die Auszeichnung wurde im Jahre 2007 begründet und nach dem berühmten Mathematiker Mark Grigorjewitsch Krein benannt. Er wird seit 2008 alle drei Jahre verliehen.

## Preisträger
- 2008: Myroslaw Horbatschuk (Мирослав Львович Горбачук), Wadym Adamjan (Вади́м Мовсе́сович Адамя́н), Israel Gohberg
- 2010: Jurij Beresanskyj (Ю́рій Мака́рович Береза́нський), Heinz Langer[1], Adolf Nudelman (Адольф Абрамович Нудельман)
- 2013:[2] Wiktor Buslajew (Віктор Іванович Буслаєв), Anatoli Romanjuk (Анатолій Сергійович Романюк), Maior Timan (Майор Пилипович Тіман)
- 2016: Damir Arow (Дамір Зямович Аров), Wolodymyr Hutljanskyj (Володимир Якович Гутлянський), Wolodymyr Mychailez (Володимир Андрійович Михайлець)
- 2019: Oleksandr Bojtschuk (Олександр Андрійович Бойчук), Anatoli Samoilenko
- 2022:[3] Andrij Bakan (Андрій Бакан), Jurij Kondratjew, Anatolij Kochubei (Анатолій Кочубей)